# تس (مجله)
تس (به انگلیسی: TES) که قبلاً به عنوان مکمل آموزشی تایمز شناخته می‌شد، یک نشریه هفتگی در بریتانیا است که هدف آن متخصصان آموزش است. این مجله اولین بار در سال ۱۹۱۰ به عنوان ضمیمه‌ای در روزنامه تایمز منتشر شد. محبوبیت آن به حدی بود که در سال ۱۹۱۴، این مکمل به یک نشریه جداگانه تبدیل شد که به قیمت یک پنی فروخته می‌شد.

## تاریخچه
تس روی اخبار و ویژگی‌های مربوط به آموزش عالی تمرکز دارد. این نشریه در سال ۱۹۷۱ به عنوان یک نشریه خواهر ضمیمه آموزش عالی تایمز (اکنون آموزش عالی تایمز) راه‌اندازی شد که امور آموزش عالی را پوشش می‌داد. امروز ویرایشگر آن جان سرورز است. نسخه جایگزین این نشریه، TESS در ۱۹۶۴ برای اسکاتلند تولید شده است. نسخه دیگر بنام تس سیمرو TES Cymru بین سال‌های ۲۰۰۴ و ۲۰۱۱ برای ولز، منتشر شد. کمبود محتوا در مورد ولز از زمان بسته شدن این نشریه توسط جرمی مایلز وزیر آموزش ولز مورد انتقاد قرار گرفته است. همه نشریات توسط شرکت مستقر در لندن به نام تس گلوبال تولید می‌شوند که از سال ۲۰۱۸ تحت مالکیت شرکت سرمایه‌گذاری ایالات متحده پراویدنس اکوتی است. تسدیگر ارتباطی با روزنامه تایمز ندارد. آموزش عالی تایمز در سال ۲۰۱۸ فروخته شد و اکنون یک تجارت جداگانه با عنوان تس گلوبال است.

## کارکنان و همکاران سابق
روزنامه‌نگاران کارکنان تس شامل سایمون جنکینز، که سردبیر ایونینگ استاندارد و تایمز شد، بودند. والری گروسونور مایر، رمان‌نویس، مورخ ادبی و زندگی‌نامه‌نویس بود و همچنین تیموتی مو و فرانسیس هیل، که هر دو رمان‌نویس بودند.
ستون نویسان این روزنامه عبارتند از تد راگ، کیتلین موران و لیبی پوروز. دانیل بدینگفیلد خواننده پاپ نیز برای کار در وب سایت این روزنامه استخدام شدند.
مشارکت کنندگان خارجی عبارتند از گوردون براون، که به عنوان یک مدرس جوان در سال ۱۳۷۹ در مقاله‌های نظری به نسخه اسکاتلندی تس کمک کرد. مسابقه‌ای برای نوشتن توسط دانش آموزان در سال ۱۹۸۰ برگزار شد که ساشا بارون کوهن که در آن زمان هشت ساله بود برنده شد.

## ویراستاران
- ۱۹۱۰–۱۹۳۸: جورج سیدنی فریمن
- ۱۹۳۸–۱۹۴۰: دونالد مک لاکلان
- ۱۹۴۰–۱۹۵۲: هارولد دنت[۴]
- ۱۹۵۲–۱۹۶۹: والتر جیمز
- ۱۹۶۹–۱۹۸۹: استوارت ماکلور
- ۱۹۸۹–۱۹۹۷: پاتریشیا روآن
- ۱۹۹۷–۲۰۰۰: کارولین سنت جان بروکس
- ۲۰۰۰–۲۰۰۵: باب دو
- ۲۰۰۵–۲۰۰۷: جودیت جاد[۵]
- ۲۰۰۷: وندی برلینر (بازیگر)[۵]
- ۲۰۰۸: کارن دمپسی[۶]
- ۲۰۱۳–۲۰۰۸: جرارد کلی[۷]
- ۲۰۲۱–۲۰۱۳: آن مروز[۸]
- ۲۰۲۱–اکنون: جان سیورز